# Край (Латвія)

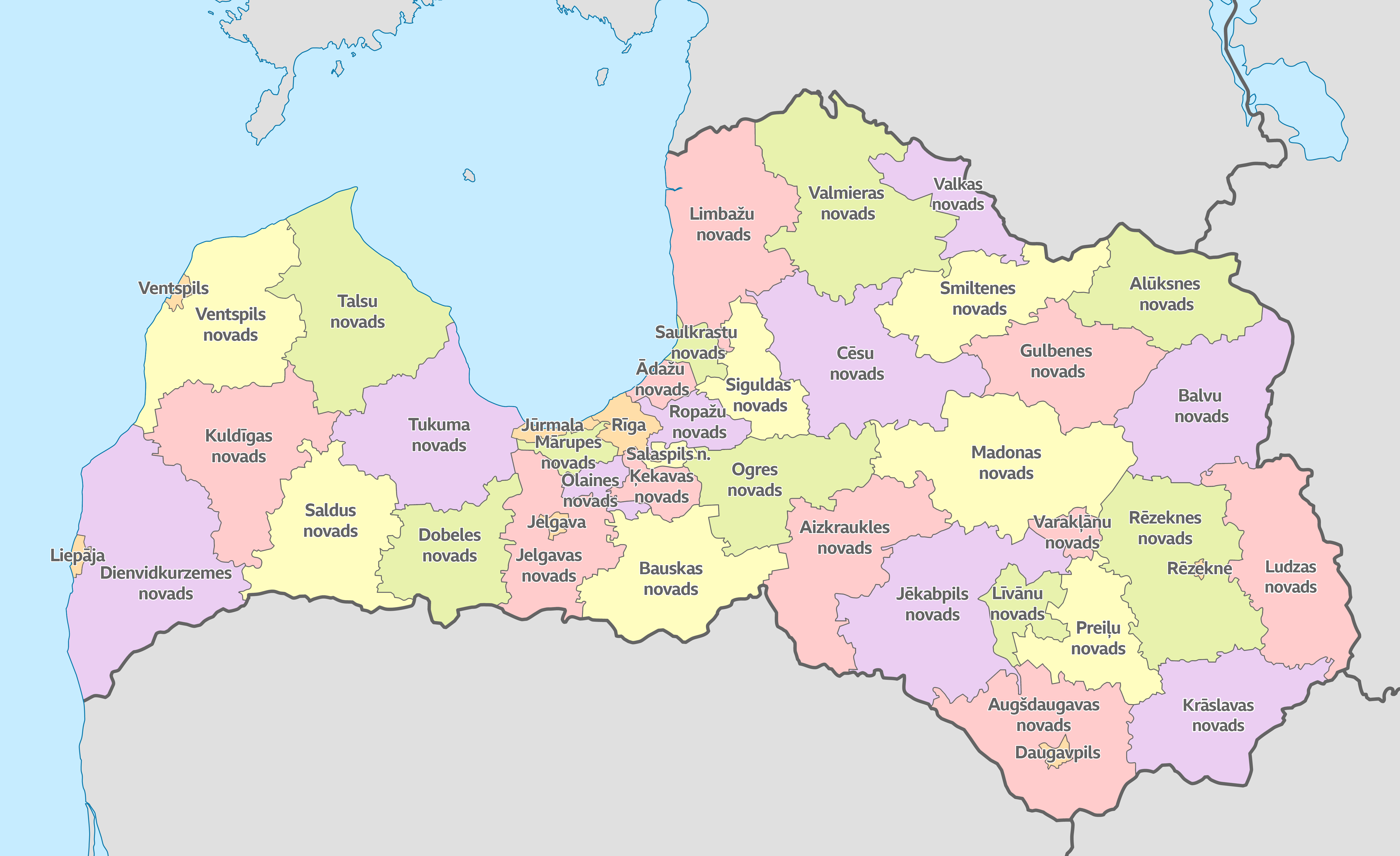
Краї і республіканські міста Латвії після адміністративної реформи 2021 року

Кра́й (латис. novads) — адміністративно-територіальна одиниця в Латвії. Після реформи 2009 року є одиницею найвищого рівня. У складі країв Латвії знаходиться 512 волостей і 74 крайові міста.

## Назва
- У латиській мові novads означає «земля», «край», «район».
- У західноєвропейських мовах відповідає муніципалітету.
- Польською мовою перекладається як «ґміна».
- Російською мовою записується як «край».

## Історія
1 липня 2021 року закінчилась чергова адміністративно-територіальна реформа. За новим адміністративно-територіальним поділом Латвія розділена на 36 країв і 7 республіканських міст.

## Краї Латвії
- Адазький край
- Айзкраукленський край
- Алуксненський край
- Аугшдаугавський край
- Балвський край
- Бауський край
- Валкський край
- Валміерський край
- Вараклянський край
- Вентспілський край
- Гулбенський край
- Добельський край
- Єкабпільський край
- Єлгавський край
- Кекавський край
- Краславський край
- Кулдизький край
- Ливанський край
- Лимбазький край
- Лудзенський край
- Мадонський край
- Марупський край
- Огрський край
- Олайнський край
- Південнокурземський край
- Прейльський край
- Резекненський край
- Ропазький край
- Саласпільський край
- Салдуський край
- Саулкрастський край
- Сігулдський край
- Смілтенський край
- Талсинський край
- Тукумський край
- Цесіський край